# Archidiecezja Santiago de Compostela
Archidiecezja Santiago de Compostela (łac. Archidioecesis Compostellana) – archidiecezja Kościoła rzymskokatolickiego w Hiszpanii. Jest główną diecezją metropolii Santiago de Compostela. Została erygowana w IX w. W 1120 została podniesiona do rangi metropolii.

## Biskupi
- Biskup diecezjalny: Francisco José Prieto Fernández